# Acteur de la Nation
En Hongrie, le titre honorifique d'Acteur de la Nation (Nemzet Színésze) ou d'Actrice de la Nation (Nemzet Színésze/Színésznője) est décerné à des acteurs et actrices de l'art dramatique national auxquels on reconnaît un mérite éminent quant au soin apporté à la qualité de la langue hongroise, à la façon d'interpréter telle ou telle œuvre de littérature hongroise, à la manière de faire évoluer ou de populariser le jeu des acteurs. Ce titre a été décerné pour la première fois le 22 août 2000.
Seules douze personnes peuvent porter ce titre simultanément, jusqu'à leur décès ; chacune reçoit jusqu'à sa mort 630 000 forints par mois (dix fois plus que la prime honorifique de base, environ 2 200 euros en 2012). Au décès de l'un des douze, les autres élisent le nouvel « Acteur de la Nation » par consentement mutuel unanime.
Le titre ne peut être décerné qu'à un acteur ayant joué d'éminents rôles de premier plan ou récurrents ; il doit être âgé de plus de 62 ans, avoir joué pendant quarante ans au moins dont un minimum de 20 ans sur une scène du Théâtre national.
Cette distinction a été remise pour la première fois sur proposition de Schwajda György par un commissaire du gouvernement, le directeur en chef du Théâtre national.

## Les lauréats (2024)
- Éva Almási (depuis 2016) (*1942)
- Gyula Bodrogi (depuis  2007) (*1934)
- György Cserhalmi (depuis  2014) (*1948)
- Tamás Jordán (depuis 2020) (*1943)
- Levente Király (depuis  2006) (*1937)
- Zsuzsa Lehoczky (depuis 2021) (*1936)
- Piroska Molnár (depuis 2011) (*1945)
- László Szacsvay (depuis 2015) (*1947)
- Judit Pogány (depuis 2023) (*1944)
- Géza Tordy  (depuis  2008) (*1938)
- Dorottya Udvaros (depuis 2023) (*1954)

## Autres lauréats plus anciens
- Péter Andorai (à partir de 2015) (1948 - 2020)
- Gábor Agárdi (1922 - 2006)
- István Avar (à partir de 2001) (1931 - 2014)
- Lajos Balázsovits (à partir de 2022) (1946 - 2023)
- Miklós Benedek (à partir de 2023) (1946 - 2024)
- Ferenc Bessenyei (1919 - 2004)
- Kati Berek (1930 - 2017)
- Tibor Bitskey (à partir de 2014) (1929 - 2015)
- Mari Csomós (à partir de 2017) (1943 - 2023)
- Iván Darvas (1925 - 2007)
- Dezső Garas (1934 - 2011)
- Zoltán Gera (à partir de 2014) (1923 - 2014)
- Péter Haumann (à partir de 2010) (1941 - 2022)
- Ferenc Kállai (1925 - 2010)
- Juci Komlós (à partir de 2002) (1919 - 2011)
- Árpád Kóti (à partir de 2014) (1934 - 2015)
- Margit Lukács (1914 - 2002)
- Erzsi Máthé (1927 - 2023)
- Irén Psota (1929 - 2016)
- Gellért Raksányi (1925 - 2008)
- Imre Sinkovits (1928 - 2001)
- Gyula Szabó (à partir de 2006) (1930 - 2014)
- István Sztankay (à partir de 2012) (1936 - 2014)
- Mari Törőcsik (1935 - 2021)
- Ferenc Zenthe (à partir de 2005) (1920 - 2006)